# Wenchengia alternifolia
Wenchengia alternifolia là một loài thực vật có hoa trong họ Hoa môi. Loài này được C.Y.Wu & S.Chow miêu tả khoa học đầu tiên năm 1965.